# Segisaurus
Segisaurus is een theropode dinosauriër die leefde tijdens het begin van het Jura (Toarcien, 180 miljoen jaar geleden).

## Vondst en naamgeving

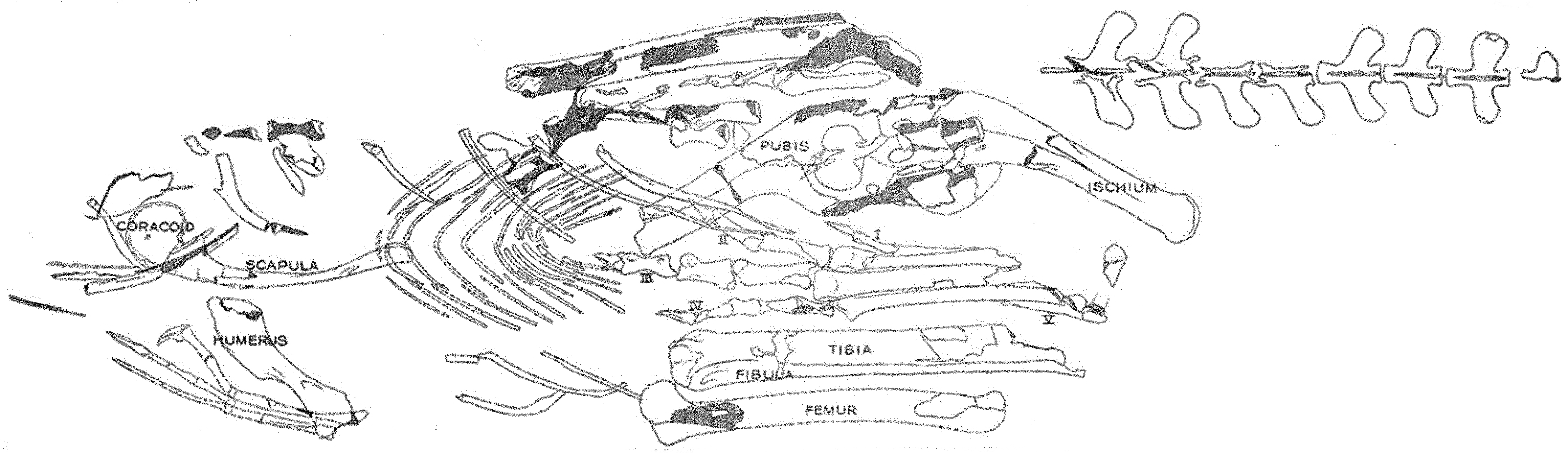
Tekening van het holotype

Het enige bekende fossiele exemplaar van Segisaurus halli, holotype UCMP 32101, werd opgegraven in 1933 na een vondst door de Navaho Max Littlesalt. De vondst werd in 1935 gemeld in de wetenschappelijke literatuur. De typesoort Segisaurus halli werd benoemd en beschreven in 1936 door de paleontoloog Charles Lewis Camp. De geslachtsnaam verwijst naar de vindplaats, de Tsegi Canyon in Arizona. De soortaanduiding verwijst naar Ansel Franklin Hall, een archeoloog die door Littlesalt opmerkzaam werd gemaakt op het fossiel. Hall was ook hoofd National Park education and forestry division en directeur van de Rainbow Bridge Monument Valley expeditions. 
Het holotype is opgegraven in een laag van de Navajo Sandstone en bestaat uit een gedeeltelijk skelet zonder schedel. Het omvat vier nekribben, zes ruggenwervels, drie sacrale wervels, eenentwintig staartwervels en stukken of afdrukken in zandsteen van het vorkbeen, de schoudergordel, het bekken, de linkervoorpoot, beide achterpoten, ribben en twaalf (buik)ribben. De conservering is slecht. Het betreft een bijna volgroeid individu. Het werd gevonden met opgetrokken achterpoten; later zou duidelijk worden dat dit de gebruikelijke slaaphouding is van kleine theropoden.

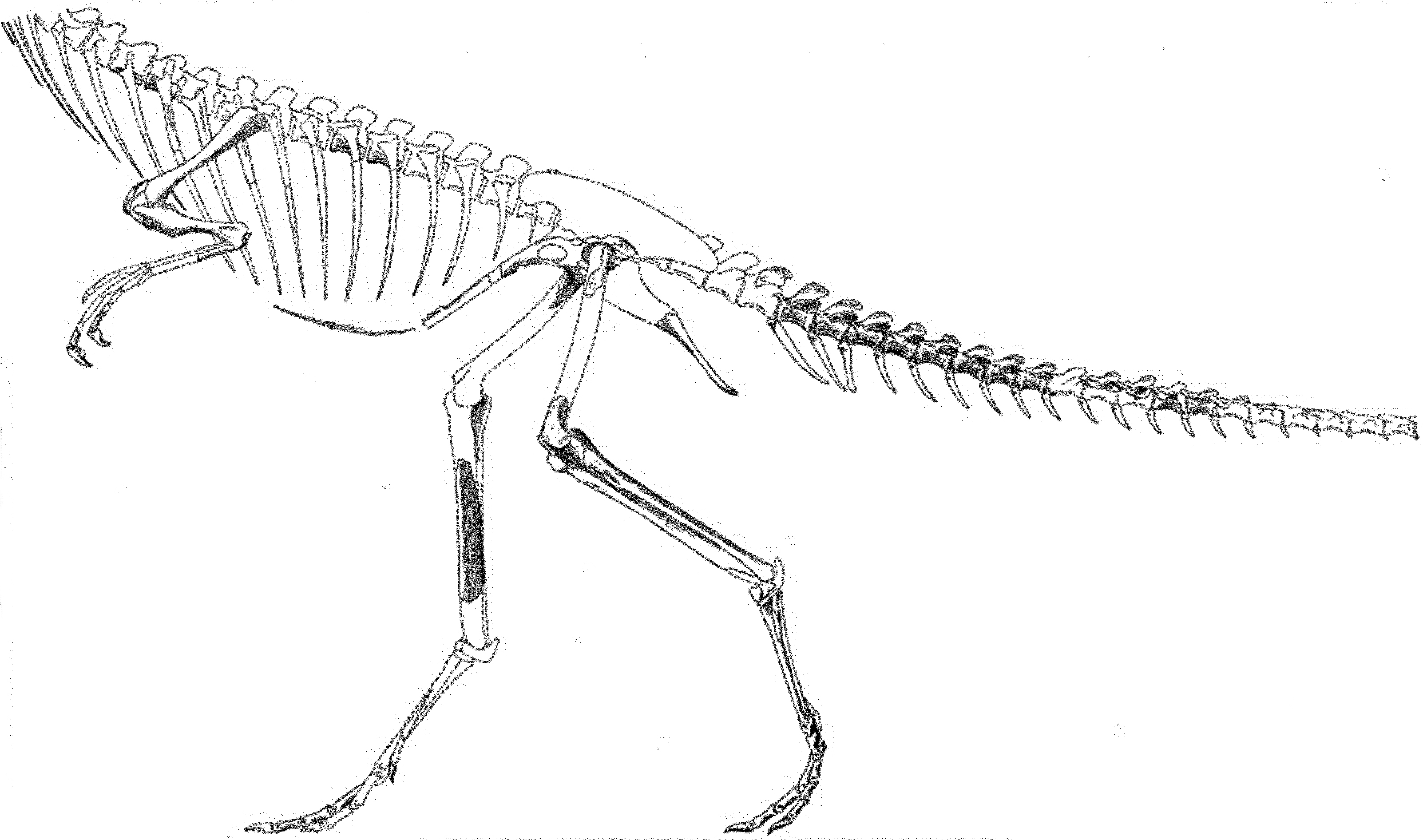
Een reconstructie van het holotype door Camp

Door het ontbreken van de schedel en tanden is het niet zeker of het een carnivoor is, al wordt dit wel algemeen aangenomen.
Tegen het eind van de twintigste eeuw werd het exemplaar opnieuw geprepareerd en in 2005 opnieuw beschreven.

## Beschrijving
Segisaurus was een lichtgebouwd dier dat waarschijnlijk hard kon lopen. Het joeg op grote insecten en kleine gewervelde dieren. Het had een lengte van ongeveer één tot anderhalve meter en woog zo'n vijf tot zes kilogram.
Enkele onderscheidende kenmerken zijn vastgesteld. De ruggenwervels zijn aan de onderzijde niet sterk versmald. Het schouderblad is slank. De schacht van het opperarmbeen is sterk om de lengteas gewrongen, wel zo'n 50°. Het opperarmbeen heeft een rechthoekige deltopectorale kam. Het hiaat tussen de hoofdlichamen van de zitbeenderen is groot.
Camp dacht dat de sleutelbeenderen een patagium of vlieghuid ondersteunden om het dier tijdens het rennen voort te stuwen. In feite zaten ze vergroeid vast aan de schoudergordel om die te stabiliseren.

## Fylogenie
De gedachten over de plaatsing van Segisaurus zijn in de twintigste eeuw nogal veranderd. Eerst als een dinosauriër beschouwd, werd het later verondersteld een meer basale dinosauriform te zijn geweest. Dit kwam echter door een foute beschrijving door Camp die onjuist beweerde dat de beenderen massief waren in plaats van hol en door de aanwezigheid van sleutelbeenderen, waarvan ten onrechte werd aangenomen dat dinosauriërs die niet bezaten. Een nieuwe beschrijving door John Hutchinson uit 2001/2005 heeft de zaak opgehelderd. De sleutelbeenderen bleken vergroeid te zijn tot een vorkbeen, waarvan tegenwoordig bekend is dat alle theropoden die hadden, waarvan de takken op de ravenbeksbeenderen rusten. Een analyse in 2005 had als uitkomst dat Segisaurus tot de Coelophysoidea behoort als een mogelijke verwant van Procompsognathus, zelf een zeer problematische vorm.